# كونراد الثاني دوق كارينثيا
كونراد الثاني (حوالي.1003 - 20 يوليو 1039)؛ والملقب بالأصغر (بالألمانية: Konrad der Jüngere)؛ هو عضو من السلالة السالية، باعتبارها دوق كارينثيا ومرغريف فيرونا منذ عام 1035 حتى وفاته.

## السيرة الذاتية
كان والديه كونراد الأول دوق كارينثيا وزوجته ماتيلدا ابنة هيرمان الثاني دوق شوابيا الذي كان بجوار جده لأبيه أوتو من فورمس إحدى المنافسين للعرش الألماني عام 1002، والده توفي في عام 1011، وبما لأنه لا زال قاصرًا، منح الإمبراطور هنري الثاني الدوقية لزوج خالته أدالبيرو من إبنشتاين، وبدلاً من ذلك خلف كونراد والده ككونت في الأراضي العائلة الواقعة جوار نهر الراين، وخلال الصراع على ميراث جده الدوق هيرمان الثاني، تحالف مع ابن عمه كونراد الأكبر الذي كان متزوجاً هو الأخر من خالته جيزيلا ضد الدوق أدالبيرو الكارينثي، الذي هزموه في معركة عام 1019 بالقرب من أولم.
عندما توفي الإمبراطور هنري الثاني عام 1024، كان كونراد الأصغر مثل جديه عام 1002 مرشحًا للملكية الألمانية، ومع ذلك تنازل عنها لصالح ابن عمه كونراد الأكبر، الذي انتُخب كملك، ولتعويض له ربما وُعده بخلافة دوقية كارينثيا، ومع ذلك بينما شرع كونراد الأكبر في رحلة تتويجه إلي روما عام 1027، نشأ صراع مفتوح بين أبناء العم حتى استسلمه أخيرًا في سبتمبر.
في مايو 1035 تمرد دوق كارينثيا أدالبيرو على حكم الساليين وحُرم من دوقيته، واختير كونراد الأصغر ليحل محله وبذلك حصل أخيرًا على كارينثيا، وإن كان بدون تخم الكارينتانية،،وبين عامي 1036 و1037، رافق الإمبراطور في رحلته إلى إيطاليا ووافق على اعتقل رئيس أساقفة ميلانو أريبرتو الذي هرب منه، لم يعش كونراد طويلًا بعد ذلك، حيث توفي عام 1039. ودُفن إلى جانب والده ووالدته ماتيلدا في كاتدرائية فورمس، عند وفاته كان وريثه المفترض هو ابن عمه الملك السالي هنري الثالث ابن وخليفة كونراد الأكبر.
لم يتم ذكر أنه تزوج، على الرغم من ظهور ابن اسمه كونو في عام 1056 حيث باع بروخزال للملك هنري الرابع حفيد كونراد الأكبر، ومع ذلك فمن المرجح أن يكون كونو "ابنًا" للأسقف كونراد الشبايري حيث كانت بروخزال في أيدي الكنيسة بحلول هذا الوقت.